# Ивица Кољанин
Ивица Кољанин (Ново Милошево, 2. новембар 1924 — Београд, 2006) био је српски карикатуриста, стрипар и илустратор.
Као карикатуриста почео је у Јежу 1945, а као илустратор књига 1946, за Матицу српску. Сарајевске Мале новине су му објавиле први стрип. Најпознатији стрип му је партизански серијал „Несаломљиви“, по сценарију Михајла Хабула и Данила Грујића, објављиван премијерно у листу 4. јул (1962-1963), а касније вишеструко прештампаван. Познат је и његов комични серијал у каишевима „Трифун“, у Ју стрипу крајем 1970-их и почетком 1980-их.
Самосталне изложбе: Карикатуре, стрипови и илустрације, Београд, 1984; Самостална изложба, Сремски Карловци 1991.
Добио је признање за допринос југословенском стрипу на Салону југословенског стрипа (ретроспектива 1935–1985) у Винковцима, 1985. године.